# Ahuillé

Ahuillé este o comună în departamentul Mayenne, Franța. În 2009 avea o populație de 1,804 de locuitori.